# 松村あゆみ
松村 あゆみ（まつむら あゆみ、1958年9月22日 - ）は、日本テレビ制作局ドラマセンター調整担当副部長所属のテレビプロデューサー、脚本家、演出家である。東京都出身。

## 来歴・人物
1982年、早稲田大学仏文科卒業後、日本テレビに入社。入社後はテレビドラマのアシスタントディレクター・アシスタントプロデューサーを経て1987年、若手ディレクターの登用のフレッシュドラマシリーズ『ガラスの観覧車』で演出デビュー。
以後は、火曜サスペンス劇場や2時間ドラマなどのプロデューサーを担当している。

## エピソード
- 小学校から舞台が好きで、高校時代では演劇部を立てた。早大時でも演劇サークルに属し女優志望だった。

## 主な作品

### テレビドラマ

#### 連続ドラマ
- 昨日、悲別で（1984年） - 記録
- 瑠璃色ゼネレーション（1984年） - 制作補
- 誇りの報酬（1985年 - 1986年） - プロデューサー補
- 女王の教室（2005年） - コンプライアンス担当
- 野ブタ。をプロデュース（2005年） - コンプライアンス担当
- マイ☆ボス マイ☆ヒーロー（2006年） - コンプライアンス担当
- 14才の母（2006年） - 考査担当
- 演歌の女王（2007年） - 考査担当
- セクシーボイスアンドロボ（2007年） - 考査担当
- 1ポンドの福音（2008年） - 考査担当
- キイナ〜不可能犯罪捜査官〜（2009年） - 考査担当

#### 単発・スペシャルドラマ
- 年末時代劇スペシャル
  - 忠臣蔵（1985年） - プロデューサー補
  - 白虎隊（1986年） - プロデューサー補
- ガラスの観覧車（1987年） - ※脚本、演出デビュー作
- ハートカクテル
  - ノックをしなかったサンタクロース（1987年） - 演出
  - 人魚が溜息をついたテーブル（1988年） - 演出
- スクールガール・セレナーデ 桂華學女小夜曲（1988年） - 演出
- スペシャルドラマ For You「スペアのない恋がしたい…」（1989年） - 演出
- 星誕祭〜かけがえのない愛へ〜（1989年） - 演出
- 火曜サスペンス劇場
  - 松本清張作家活動40年記念・たづたづし（1992年） - プロデューサー
  - 六月の花嫁'92 二着のウェディングドレス（1992年） - プロデューサー
  - 掏摸（1993年） - プロデューサー
  - 偽りの結婚指輪（1993年） - プロデューサー
  - 犯罪心理分析官1（1994年） - プロデューサー
  - 下町葬儀屋事件簿（1995年） - プロデューサー
  - おかしな夫婦1（1995年） - プロデューサー
  - 鏡の微笑（2000年） - プロデューサー
  - 臨床心理士1（2000年） - プロデューサー
  - ダイヤル119 白い花燃えた…（2000年） - プロデューサー
  - 臨床心理士2（2000年） - プロデューサー
  - 臨床心理士3（2001年） - プロデューサー
- 今夜、すべてのBARで（1995年） - プロデューサー
- The波乗りレストラン（2008年） - 考査担当
- 元日ドラマスペシャル 笑う女優（2010年） - プロジェクト統括
- 犬の消えた日（2011年） - プロデューサー

### ドラマ以外担当
- 週刊オリラジ経済白書（2007年 - 2008年） - 考査担当

## 同期入社
- 井上健 - 元制作局ドラマ制作部長。現：日テレアックスオン社長[1]。
- 増田隆生 - 元アナウンサー。現在はスポーツ局所属。
- 大島典子 - 元アナウンサー。現：営業局業務部専門副部長。